# Give You What You Like
«Give You What You Like» — песня Аврил Лавин, выпущенная, как пятый сингл альбома Avril Lavigne.

## Описание
Сингл выпущен исключительно для Северной Америки и Европы, в то время как «Hello Kitty» был выпущен в качестве четвёртого сингла альбома исключительно в Азии. После почти одного года Лавин выложила обложку песни в Twitter и подтвердила, что он будет саундтреком в телефильме «Babysitter’s Black Book».

## Видеоклип
Видеоклип к песне вышел 10 февраля. Трейлер клипа «Give You What You Like» длительностью в тридцать секунд был выпущен на официальном Vevo Лавин 2 февраля 2015 года. Полный клип был выпущен на её официальном Vevo 10 февраля 2015 года. Видеоклип включает в себя кадры из Babysitter’s Black Book, который был выпущен 21 февраля 2015.

## Чарты
| Чарт                                        | Позиция |
| ------------------------------------------- | ------- |
| Республика Корея (Gaon International Chart) | 55      |
| США (Billboard Twitter Trending 140 chart)  | 1       |